# Grzegorz Peksa
Grzegorz Peksa, pseudonim Dzik Notecki (ur. 13 marca 1969) – polski strongman.

## Życiorys
Grzegorz Peksa uprawiał lekkoatletykę. W 1999 r. zadebiutował jako strongman. Uczestniczył w Pucharze Polski Strongman 2004. Wziął udział w Mistrzostwach Polski Strongman 2006, jednak nie zakwalifikował się do finału.
Uzyskał wykształcenie średnie. Prowadzi firmę Atletik Strong Peksa, która zajmuje się organizacją zawodów siłaczy.
Mieszka w Szydłowie koło Piły.
Wymiary:
- wzrost 190 cm
- waga 142 - 150 kg
- biceps 56 cm
- udo 79 cm
- klatka piersiowa 145 cm

Rekordy życiowe:
- przysiad 300 kg
- wyciskanie 260 kg
- martwy ciąg 320 kg

## Osiągnięcia sportowe (wybór)[3]
- 1997

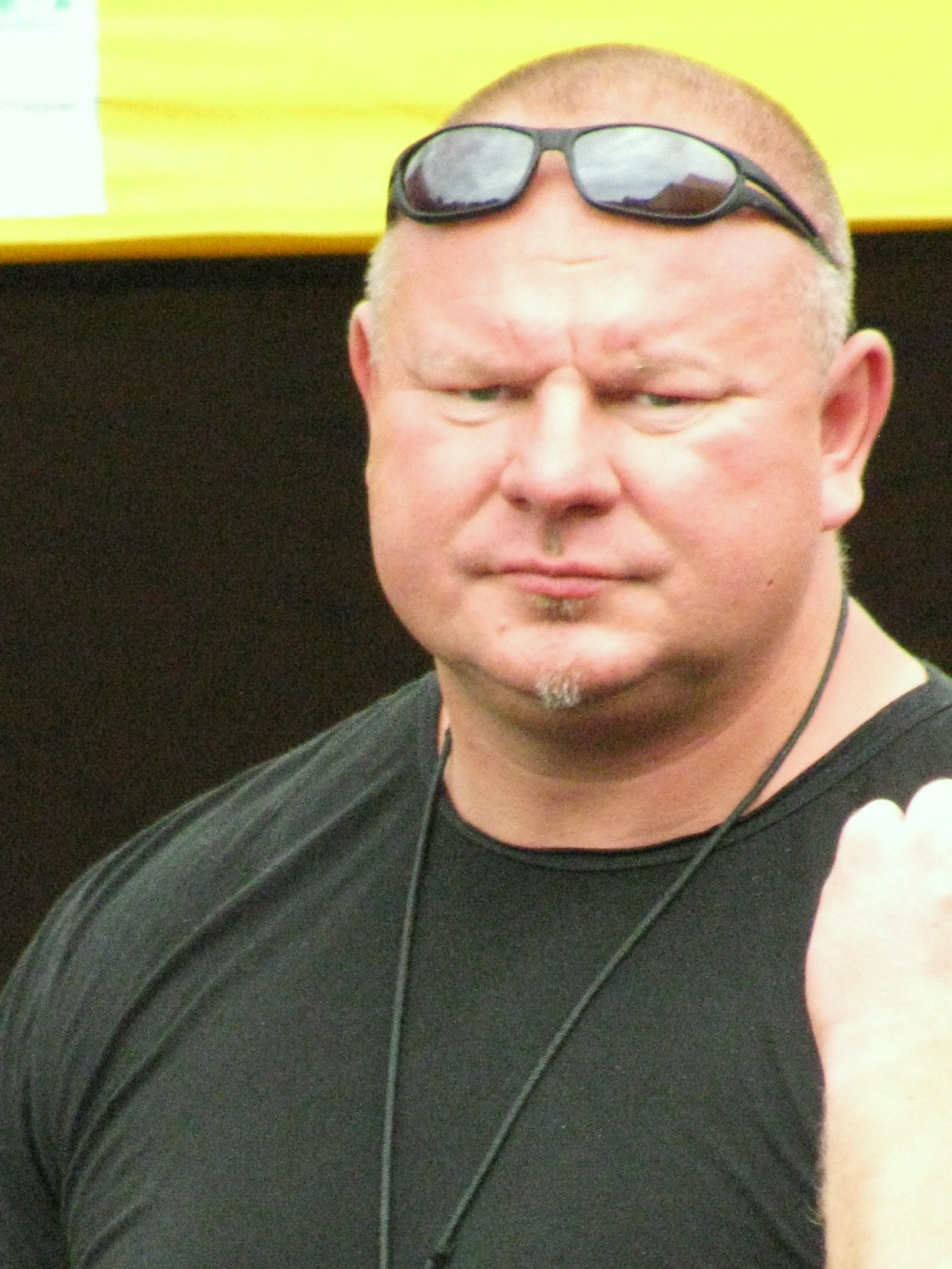
Grzegorz Peksa (2009)

  - wicemistrz świata w wyciskaniu sztangi, Austria
- 1998
  - mistrz Polski w wyciskaniu sztangi
- 1999
  - mistrz Polski w wyciskaniu sztangi
  - 1. miejsce – Puchar Polski Strongman, Bydgoszcz
  - 7. miejsce – Mistrzostwa Polski Strongman 1999, Gdańsk
- 2000
  - 7. miejsce – Mistrzostwa Polski Strongman 2000, Sopot
- 2001
  - 3. miejsce – Mistrzostwa Europy Środkowej Strongman, Słowacja
  - 11. miejsce – Mistrzostwa Europy Strongman 2001, Finlandia
- 2002
  - udział w Pucharze Polski Strongman 2002
- 2003
  - 3. miejsce – Puchar Świata World StrongMan Cup, Piła
- 2004
  - udział w Pucharze Polski Strongman 2004
- 2005
  - 9. miejsce – Mistrzostwa United Strongman Series 2005
- 2006
  - 10. miejsce – Grand Prix Polski Strongman 2006, Kętrzyn
- 2009
  - 1. miejsce – Międzynarodowe Mistrzostwa Polski Strongman +40, Szydłowo[5]
- 2010
  - 1. miejsce – Międzynarodowe Mistrzostwa Polski StrongMan +40, Szydłowo Równopole

## Filmografia[6]
- Nie ma takiego numeru (2005) jako "Bobas"
- Święta wojna, odc. 248 Strongman (2006) jako strongman Grzegorz
- Jak pokonać kaca (2014) jako "Przecinek"